# Toyota Noah
El Toyota Noah (en japonés: トヨタ・ノア, romanizado: Toyota Noa) es un monovolumen de siete u ocho asientos con dos puertas correderas traseras construido por Toyota y vendido principalmente en países asiáticos. Se coloca debajo de Estima y Alphard, y por encima de Sienta. Reemplaza LiteAce/TownAce Noah, conservando el código de modelo "R" y la numeración de generación. El Noah tiene dos versiones gemelas. Inicialmente, en el lanzamiento, solo tenía una versión, llamada Toyota Voxy (en japonés: トヨタ・ヴォクシー, romanizado: Toyota Vokushī), que estaba destinada a ser la versión más deportiva del Noah, con faros divididos y luces traseras transparentes, sin embargo, a partir de la tercera generación, se introdujo una versión de lujo del Noah, llamada Toyota Esquire (en japonés: トヨタ・エスクァイア, romanizado: Toyota Esukwaia) , luciendo un diseño de parrilla diferente y un interior más prémium. El Noah es exclusivo delos concesionarios japoneses de Toyota Corolla Store, Voxy a Netz Store y Esquire to Toyopet Store. Sus principales competidores son el Honda Stepwgn, Mazda Biante y Nissan Serena. Sus ventas en Japón se ven reforzadas por el hecho de que las dimensiones exteriores cumplen con las regulaciones de dimensión japonesa para vehículos compactos, y la cilindrada del motor es inferior a 2000 cc para mantener el impuesto de circulación anual asequible para la compra privada.
El 1 de mayo de 2020, Noah, Voxy y Esquire estuvieron disponibles en todos los canales de venta de concesionarios Toyota en Japón ( Toyota Store , Toyopet Store , Corolla Store y Netz ). El Esquire está programado para ser descontinuado en diciembre de 2021. [1]

## Primera generación (R60; 2001)
La primera generación de Noah fue lanzada en noviembre de 2001, junto con Voxy. El modelo de estiramiento facial se lanzó en agosto de 2004 y se suspendió en junio de 2007.

### Galería

#### Noah
|                                                  |
| Noah X 2001-2004 (antes del estiramiento facial) |

|                                        |
| Noah X 2004-2007 (estiramiento facial) |

#### Voxy
|                                                  |
| Voxy X 2001-2004 (antes del estiramiento facial) |

|                                        |
| Voxy Z 2004-2007 (estiramiento facial) |

|           |
| Voxy 2005 |

## Segunda generación (R70; 2007)
La segunda generación de Noah y Voxy se lanzaron en junio de 2007. El modelo de estiramiento facial se lanzó en abril de 2010 y se suspendió en enero de 2014.
Para los modelos 2007 en modelos japoneses solamente, G-BOOK, un servicio telemático de suscripción está disponible como una opción.

### Indonesia
En Indonesia, el Noah renovado se lanzó el 11 de diciembre de 2012 como Toyota NAV1 . Se ensambló localmente en la planta de Bekasi. Estaba disponible en dos niveles de equipamiento, G y V , y se lanzó para llenar el vacío entre el Kijang Innova y el Alphard. El motor utilizado es el 2.0 L 3ZR-FAE de gasolina de cuatro cilindros en línea acoplado con una transmisión variable continua.
En 2014, el NAV1 se actualizó ofreciendo 3 niveles de equipamiento: G, V y V Limited, todos solo con transmisión continuamente variable.
Después de que el NAV1 se suspendió en enero de 2017 debido a la disminución de las ventas, fue reemplazado por el Voxy de tercera generación renovado en agosto de 2017, que se importa de Japón.

### Galería

#### Noah
|                                                 |
| Noah S 2007–2010 (antes de la cirugía estética) |

|                                        |
| Noah X 2010-2014 (estiramiento facial) |

|                          |
| Interior del Noah X 2007 |

#### Voxy
|                                                  |
| Voxy X 2007-2010 (antes del estiramiento facial) |

|                                                  |
| Voxy V 2007-2010 (antes del estiramiento facial) |

|                                                   |
| Voxy ZS 2007-2010 (antes del estiramiento facial) |

|                                         |
| Voxy ZS 2010-2014 (estiramiento facial) |

#### NAV1 (Indonesia)
|                         |
| NAV1 V 2013 (Indonesia) |

|                         |
| NAV1 V 2013 (Indonesia) |

## Tercera generación (R80; 2014)
La tercera generación de Noah y Voxy se introdujeron en enero de 2014. Por primera vez, se utiliza un sistema de arranque y parada del motor para mejorar el ahorro de combustible. También es la primera minivan Toyota que tiene puertas corredizas de un toque. En octubre de 2014, se lanzó el Esquire, que era esencialmente la versión de lujo del Noah. El Noah / Voxy / Esquire también recibe los servicios T-Connect de Toyota que incluyen una pantalla de información y entretenimiento de 10 pulgadas, con navegación completa, unidad ETC, servicios en línea, cargador de teléfono inalámbrico, sistema de sonido panorámico en vivo Noah (ocho bocinas), cámara de estacionamiento trasera con guía. líneas, entradas USB / AUX, así como Toyota Safety Sense C, que incorpora características como advertencia de colisión, asistente de carril y asistente de luz de carretera.

### Estiramiento facial
Los tres modelos recibieron un lavado de cara el 3 de julio de 2017 con cambios significativos en las luces, el capó (capó), el parachoques y el guardabarros delantero.

### Indonesia
El renovado Voxy de tercera generación se lanzó en el 25º Salón Internacional del Automóvil de Gaikindo, Indonesia el 10 de agosto de 2017. A diferencia del anterior NAV1, que se ensambló localmente, se importa de Japón. La exportación a Indonesia comenzó en julio de 2017. Solo se ofrece en una versión equivalente a la versión japonesa ZS.

### Galería

##### Noah
|                                                  |
| Noah G 2014-2017 (antes del estiramiento facial) |

|                                                   |
| Noah Si 2014-2017 (antes del estiramiento facial) |

|                                                   |
| Noah Si 2014-2017 (antes del estiramiento facial) |

|                                            |
| Noah X 2017-presente (estiramiento facial) |

|                                              |
| Noah Hybrid X 2017-presente (lavado de cara) |

|                                        |
| Noah Si 2017-presente (lavado de cara) |

|                                        |
| Noah Si 2017-presente (lavado de cara) |

|                  |
| Noah Si GR Sport |

|                  |
| Noah Si GR Sport |

|                                             |
| Versión TRD de Noah G (lifting facial) 2019 |

|                                           |
| Interior del Noah X (estiramiento facial) |

#### Voxy
|                                               |
| Paquete Voxy XC 2014-2017 (prelavado de cara) |

|                                            |
| Voxy ZS 2014-2017 (antes del estiramiento) |

|                                            |
| 2014-2017 Voxy ZS (antes del estiramiento) |

|                                              |
| Voxy Hybrid V 2017-presente (lavado de cara) |

|                                                      |
| Voxy ZS Kirameki 2017-presente (estiramiento facial) |

|                                                      |
| Voxy ZS Kirameki 2017-presente (estiramiento facial) |

|                  |
| Voxy ZS GR Sport |

|                  |
| Voxy ZS GR Sport |

|                       |
| Voxy 2018 (Indonesia) |

#### Esquire
|                                            |
| Esquire 2014-2017 (antes del estiramiento) |

|                                            |
| Esquire 2014-2017 (antes del estiramiento) |

|                                               |
| Esquire Hybrid 2017-presente (lavado de cara) |

|                                           |
| Esquire Gi 2017-presente (lavado de cara) |

## Ventas
| Año  | Japón  | Japón   | Japón   |
| Año  | Noah   | Voxy    | Esquire |
| ---- | ------ | ------- | ------- |
| 2011 | 38,855 | 48,652  |         |
| 2012 | 36,764 | 50,539  |         |
| 2013 | 32,306 | 41,918  |         |
| 2014 | 69,605 | 109,174 | N/A     |
| 2015 | 53,965 | 92,546  | 59,034  |
| 2016 | 54,826 | 91,868  | 44,881  |
| 2017 | 58,729 | 86,772  | 43,210  |
| 2018 | 56,719 | 90,759  | 40,224  |
| 2019 | 52,684 | 88,012  | 40,553  |
| 2020 | 45,434 | 69,517  | 26,368  |